# Zsidó holokauszt Magyarországon
A magyarországi zsidó holokauszt (a magyar emlékezetpolitikában ritkábban használatos megnevezése: vészkorszak) az 1940-es évek első felében lezajlott népirtás, amelynek során az ország zsidó (valamilyen, az akkori jog értelmében zsidónak minősülő) lakossága jogfosztott lett, majd vagyonát, lakhelyét, szabadságát és az esetek több mint felében életét vesztette.
Az 1941-es népszámlálás szerint, valamint a Központi Statisztikai Hivatal legújabb elemzéseit is figyelembe véve, a kikeresztelkedettekkel együtt a magyarországi zsidók száma megközelítette a 800 ezer főt. A trianoni béke utáni Magyarországon mintegy 480 ezer, az 1938-1941 között Magyarországhoz került felvidéki, erdélyi, délvidéki részeken és Kárpátalján összesen 320 ezer fő élt. 1941 és 1945 között több mint 400 000, a mai országterületről 200 000 magyarországi zsidó halálos áldozata volt a holokausztnak. Az áldozatok a katonai munkaszolgálatban, a magyar hatóságok deportálások alatti brutalitása következtében, illetve deportálásuk után német haláltáborokban, tömeges kivégzésekben veszítették életüket. A holokauszt minden tizedik, a legnagyobb megsemmisítő tábor, Auschwitz-Birkenau minden harmadik halálos áldozata magyar állampolgár volt.

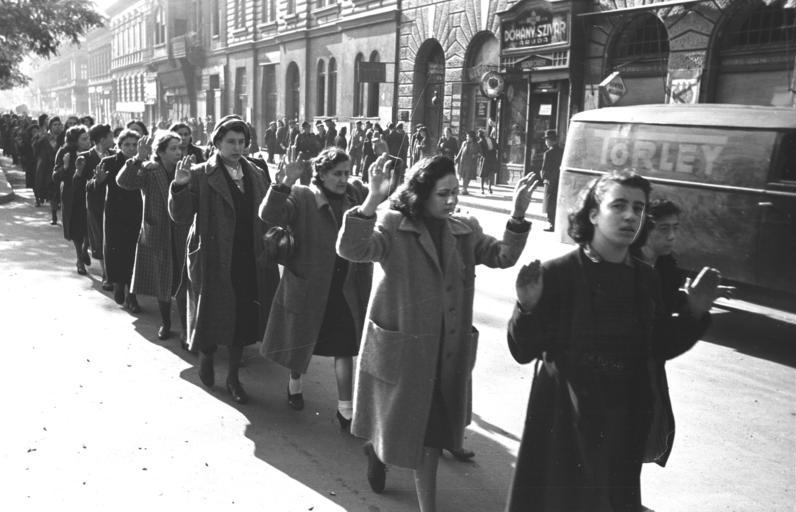
Letartóztatott zsidó nők menete a budapesti Wesselényi utcában (1944. október 20./22.)

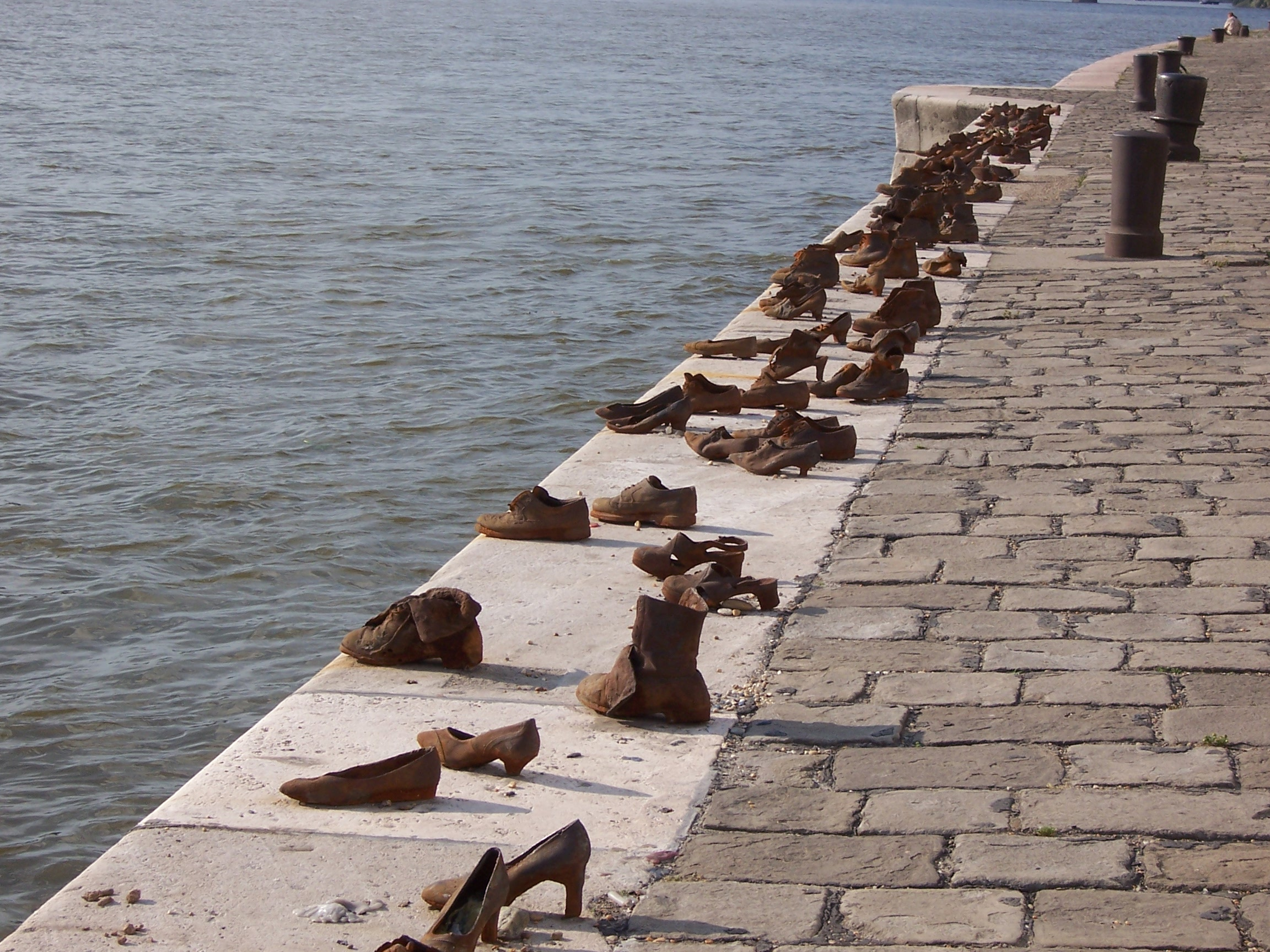
Cipők a Duna-parton. Emlékmű a pesti Duna-parton, Pauer Gyula és Can Togay alkotása

A holokauszt alapjaiban változtatta meg a magyarországi zsidóság demográfiáját. Az ország nem csak a meggyilkolt zsidókat veszítette el, de a túlélők jelentős része is inkább Magyarországon kívül kereste a biztonságos jövőjét. A vidéki zsidóság szinte teljesen eltűnt, és a jelenkori, magukat zsidónak valló magyar állampolgárok 85%-a Budapesten él.
A magyarországi holokausztot a jelenkori magyar társadalom és a hivatalos államhatalom túlnyomórészt elítéli (még a holokauszt tagadása vagy relativizálása is a törvény által üldözött cselekmény). A felelősség kérdésében ugyanakkor megoszlanak a vélemények.
A közvélemény, a politikusok és a történészek egy része azt tekinti döntő ténynek, hogy a magyarországi holokauszt halálos áldozatainak többségét Magyarországon kívül, a német állam szervezésében német állampolgárok ölték meg. A magyar társadalom és a magyar politika felelősségét enyhíti az is, hogy a népirtás német nyomásra történt meg, és egy olyan időszakban csúcsosodott ki, amikor Magyarország német megszállás alatt volt. Ezt a nézetet tükrözi az Alaptörvény is, amely „Nemzeti hitvallás” című részében kimondja, hogy Magyarország az 1944. március 19-i német megszállással elvesztette állami önrendelkezését.
Tény azonban az is, hogy a zsidók jogfosztását a magyarországi hatalom különösebb külföldi befolyás nélkül foglalta törvénybe már 1938-tól, és a zsidókat ezután a magyar hatóságok hathatós közreműködésével magyar emberek rabolták ki, alázták meg, kényszerítették embertelen körülmények közé és verték meg. A gyilkosságok tettesei is több tízezer esetben magyarok voltak, főleg, de nem kizárólag a nyilasok budapesti és vidéki vérengzései során, és a külföldön megölt zsidókat is a magyar hatóságok fogdosták össze és küldték a határ túloldalára a halálba.
A népirtás személyes felelőseinek egy részét a második világháborút követő években bíróság elé állították, és sokuk halálbüntetést kapott. Rudolf Höss auschwitzi táborparancsnokot 1947-ben Auschwitzban végezték ki, Adolf Eichmannt, aki 1944-ben német részről vezette a magyarországi zsidók haláltáborba szállítását, 1962-ben Izraelben.

## A holokauszt előzményei a magyar törvényhozásban

### Numerus clausus
Az 1920. évi XXV. tc. (A tudományegyetemekre, műegyetemre, a budapesti közgazdaságtudományi karra és a jogakadémiára való beiratkozás szabályozásáról) az egyetemekre való beiratkozást a nemzetiségek országon belüli arányához kötötte. A törvény végrehajtási része nemzetiségnek minősítette a zsidókat annak ellenére, hogy 1867 óta jogilag nem idegen etnikumnak, hanem izraelita vallású, egyenlő jogokkal rendelkező magyar állampolgároknak számítottak. 6%-os alsó korlátot és 15,4%-os felső korlátot állapított meg a törvény rendelkezése. A törvény nem vonatkozott visszamenőlegesen az egyetemistákra, valamint nem érvényesült az 1919 előtt keresztény hitre tértekre, illetve az első világháborúban résztvevőkre sem. A következő nyolc évben a törvény hatására a zsidó származású hallgatók aránya 10,4%-ról 8,4%-ra csökkent. 1928-ban nemzetközi nyomásra eltörölték a törvény nemzetiségekre vonatkozó kitételét.

### Az első zsidótörvény
Az 1938. évi XV. törvénycikk (A társadalmi és gazdasági élet egyensúlyának hatályosabb biztosításáról) Első Zsidótörvény néven lett ismert. A törvény kimondta: a szabadfoglalkozású állásoknál és a tíz értelmiséginél többet foglalkoztató kereskedelmi, pénzügyi és ipari vállalatoknál 20% lehet a zsidók maximális aránya, melyet öt év türelmi időszak alatt kell elérni.
A jogszabály alól mentesültek az első világháborúban és az ellenforradalomban különböző érdemeket és kitüntetéseket szerzett zsidók, a hősi halottak özvegyei és gyermekei, az 1919 augusztusa előtt kitértek, valamint ezek gyermekei, amennyiben nem tértek vissza a zsidó vallásra.
Bár a törvény még vallási alapon definiálta a zsidó fogalmát, az 1919. augusztus 1-je után kikeresztelkedetteket is zsidónak minősítette.

### A második zsidótörvény
Az 1939. évi IV. tc. (A zsidók közéleti és gazdasági térfoglalásának korlátozásáról) már elsősorban faji szempontból határozta meg, hogy ki számít zsidónak. Zsidónak minősült, aki önmaga, legalább egy szülője vagy legalább két nagyszülője az izraelita felekezet tagja volt a törvény hatálybalépésekor vagy az előtt. A törvény 6%-ban maximálta a zsidók arányát a szellemi foglalkozásokban, valamint megtiltotta zsidók alkalmazását állami közigazgatási és igazságügyi szerveknél és középiskolákban. Zsidó nem tölthetett be színházakban és médiában olyan állást, amely befolyással volt az adott színház/média szellemi irányvonalára. Az engedélyeztetés alá eső ipari és kereskedelmi ágazatokból a zsidókat teljesen kizárta a törvény.
Számos esetben ún. aladárokkal, strómanokkal meg tudták tartani üzemeiket, boltjaikat, újságaikat stb. Erre több példa volt a fővárosban és vidéken is.

### A harmadik zsidótörvény
Az 1941. évi XV. tc. (A házassági jogról szóló 1894. évi XXXI. tc. kiegészítéséről és módosításáról, valamint az ezzel kapcsolatban szükséges fajvédelmi rendelkezésekről) már mindenkit zsidónak minősített, akinek két nagyszülője az izraelita hitfelekezet tagjaként született. Megtiltotta a vegyes házasságokat és a zsidó és nem zsidó közötti nemi kapcsolatot.

## A magyar végrehajtó hatalom kegyetlenkedései 1944. március 19-ig
A zsidótörvényeket beterjesztő kormányok: Imrédy Béla kormánya 1938. május 14. és 1939. február 16. között és Teleki Pál kormánya 1941. április 3-ig, Teleki öngyilkosságáig, ill. Bárdossy László kormánya 1942. március 9-ig. Mindhárom kormányzat erősen zsidóellenes politikát folytatott, ami a zsidótörvények kikényszerítésében ill. a katonai munkaszolgálat kegyetlenkedéseiben mutatkozott meg. Bárdossy idején történt a kamenyec-podolszkiji tömeggyilkosság, amit az állampolgárság nélküli zsidók lelkiismeretlen deportálásával a magyar hatóságok készítettek elő, ill. az újvidéki razzia is.
1942 márciusában Magyarország miniszterelnöke Kállay Miklós lett. Vele bizonyos enyhülés állt be. Kállay el szeretett volna szakadni a németektől és kilépni a háborúból, valamint elutasította a nácik zsidópolitikáját. Két évig tartó miniszterelnöksége alatt mindvégig ellenállt a német nyomásnak, így Európa többi részeivel ellentétben Magyarországon a zsidó lakosság biztonságban érezhette magát. A Kállay-kormány 1942-1943 folyamán összesen nyolc alkalommal állapodott meg a németekkel a külföldön élő magyar zsidók hazahozataláról. Kállayék azonban többnyire csak a vagyonos, ismert, vagy jó kapcsolatokkal rendelkező zsidóknak engedélyezték a hazatérést, a többséget a nácik deportálták. Kállaynak viszont folyton bizonyítania kellett a németek előtt a zsidókkal szembeni negatív hozzáállását, ezért ezekben az időkben az Országgyűlés több zsidótörvényt is megszavazott.
Bár személyesen Kállay nem tehető felelőssé a doni katasztrófáért, az ő idejére, 1943. januárjára esik a Magyar 2. hadsereg összeomlása, ami egyben kb. 16 000 fegyvertelen munkaszolgálatos halálát is okozta.

### A kamenyec-podolszkiji tömeggyilkosság

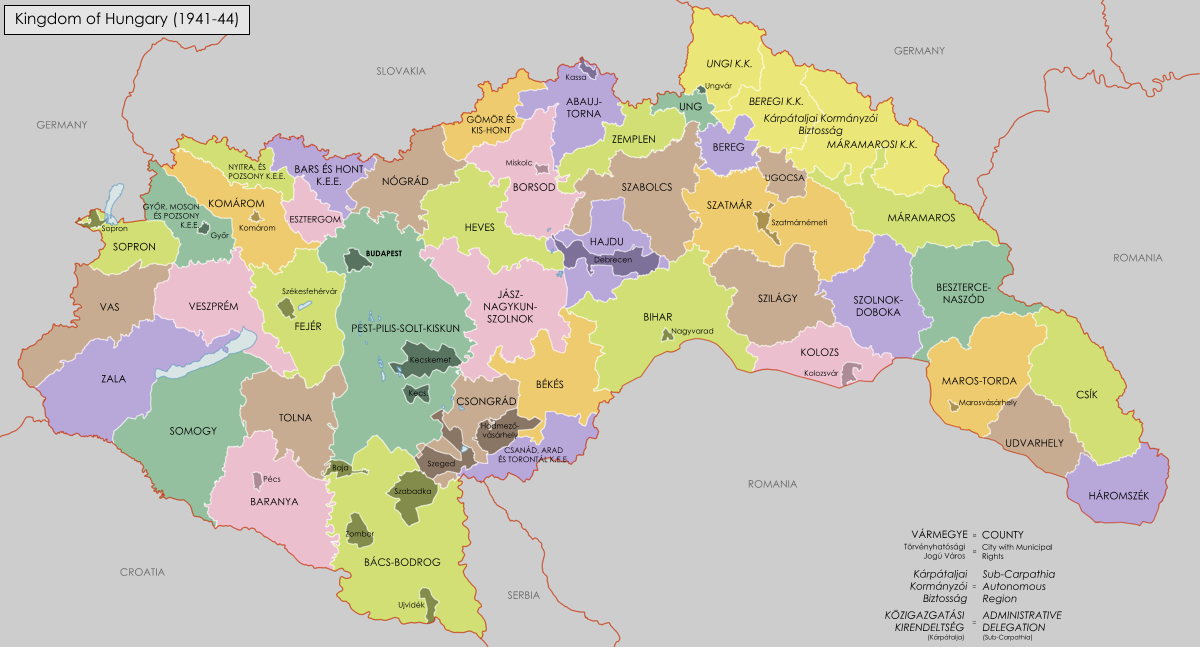
Magyarország 1941 és 1944 között

1939 és 1941 között körülbelül 10-20 ezer zsidó menekült Magyarországra Cseh- és Lengyelországból, Ausztriából, Németországból és Szlovákiából. Ezek az emberek többnyire hamis papírokkal bujkáltak, mások a Belügyminisztérium alá tartozó Külföldieket Ellenőrző Országos Központi Hatóság (KEOKH) nyilvántartásába kerültek és internálótáborokban vagy szabadlábon voltak. A „rendezetlen állampolgárságú” zsidókat Kárpátaljára kezdték áttelepíteni. Kozma Miklós, Kárpátalja kormányzói biztosa támogatta a betelepítést és nemsokára megszerezte Horthy Miklós kormányzó és Bárdossy László miniszterelnök hozzájárulását is. Júliusban, a Szovjetunió elleni háború megkezdésével párhuzamosan megkezdődött a magyar állampolgársággal nem rendelkező zsidók összegyűjtése. Az összegyűjtött, körülbelül 18 ezer embert először a kárpátaljai Kőrösmezőre, majd innen több hullámban a Kárpátok túlsó oldalára, a magyar hadsereg műveleti területéhez tartozó ukrajnai területre szállították. Augusztus második felében a deportáltakat a magyar határtól mintegy 100 kilométerre lévő Kamenyec-Podolszkij környékére szállították, ahol Friedrich Jeckeln SS-Obergruppenführer alakulatai a helyi zsidó lakossággal együtt augusztus 27-28-án tömeges kivégzésekben legéppuskázták őket. A magyar hatóságokat nem érdekelte a deportáltak sorsa, de már maga a deportálás olyan brutálisan zajlott, hogy több neves közéleti személyiség, mint Rassay Károly, Slachta Margit és mások tiltakozásba kezdtek.
A további kiszállításokat a térség irányítását átvevő németek leállították. A deportáltak közül körülbelül 2-3 ezer ember sikeresen visszajutott Magyarországra. Összesen körülbelül 15-16 ezren haltak meg a kivégzésekben illetve a deportálás során velük szemben tanúsított embertelen bánásmód következtében.

### Az újvidéki razzia
1942. január 20. és 23. között az előző év tavaszán bekebelezett Délvidéken a magyar csendőrség katonai alakulatokkal együttműködve több ezer újvidéki lakost mészárolt le a nyílt utcán, vagy lőtt a jeges Dunába. A 3340 áldozat közül 700 zsidó volt. Az akcióra a jugoszláv partizánok tevékenysége szolgált ürügyként. A razziát a kormány rendelte el, vezetésével Feketehalmy Czeydner Ferencet bízták meg. A razzia után a felsőbb hadvezetés  kivizsgálta a történteket, bíróság elé állította a fő felelősöket, és 4 halálos ítéletet is hozott, de mivel az elítéltek Németországba menekültek, az ítéletet nem lehetett végrehajtani rajtuk. A háború után hazakerültek és kiadták őket Jugoszláviának, ahol kivégezték őket.
A  jugoszláv hatóságok az 1943-as magyar büntetőeljárást kezdeményező Szombathelyi Ferenc vezérezredest is kivégezték, miután már a háború utáni magyar népbíróságtól is életfogytiglani börtönbüntetést kapott, ami alól 1994-ben utólag, bűncselekmény hiányában fölmentették. Kivégzését a Hadtörténeti Múzeumban lévő emléktábla mártírhalálnak tekinti. Az újvidéki razzia ürügyként szolgált arra, hogy a világháború végén a győztes szerb partizánok a délvidéki vérengzések során összesen legalább százezer ártatlan magyar és sváb lakost mészároljanak le.

### A munkaszolgálat
A munkaszolgálat a magyar honvédség speciális intézménye volt, deklarált célja, hogy fegyvertelenül, katonai dicsőség szerzésére esélytelen módon, de a politikailag megbízhatatlannak tekintett személyek és mindenekelőtt a zsidók is vegyék ki részüket a háborús erőfeszítésekből. Vannak adatok szörnyű századokról, ahol a „keret”, tehát a munkaszolgálatosoknak parancsoló altisztek majdnem mindenkit meggyilkoltak. Ennek ellenére a munkaszolgálatosok veszteségstatisztikái összehasonlíthatóak a magyar honvédség általános veszteségeivel. Ha azonban figyelembe vesszük, hogy a munkaszolgálatosokat nem engedték a frontra harcolni, nyilvánvaló, hogy ez a veszteség a rossz bánásmódból következett, ami talán nem általános, de túl gyakori volt.
A fő tragédiát a Magyar 2. hadsereg összeomlása jelentette 1943 januárjában, amikor kb. 16-17 000 munkaszolgálatos került a veszteséglistára. Ez hadifogságot is jelenthetett, Örkény István iró pl. ekkor esett hadifogságba, mégis, nyilvánvaló, hogy a legtöbben meghaltak. Fegyvertelen munkaszolgálatosként halt meg Rejtő Jenő író is 1943. január 1-jén.

Minthogy a munkaszolgálatosokat tudatosan zárták ki a magyar honvédség katonai dicsőségre küldött alakulataiból, a munkaszolgálatosok halálát nem lehet egyszerűen a magyar honvédség háborús veszteségeihez sorolni. Ők altisztjeik, ill. a támadó Vörös Hadsereg elé fegyvertelenül odadobva a magyarországi zsidógyűlölet áldozatai is voltak. Halálukat többnyire nem tudatos gyilkos szándék okozta, de mindenképpen az a súlyos felelőtlenség, hogy fegyvertelenül küldték őket harcba egy világháborúban. 

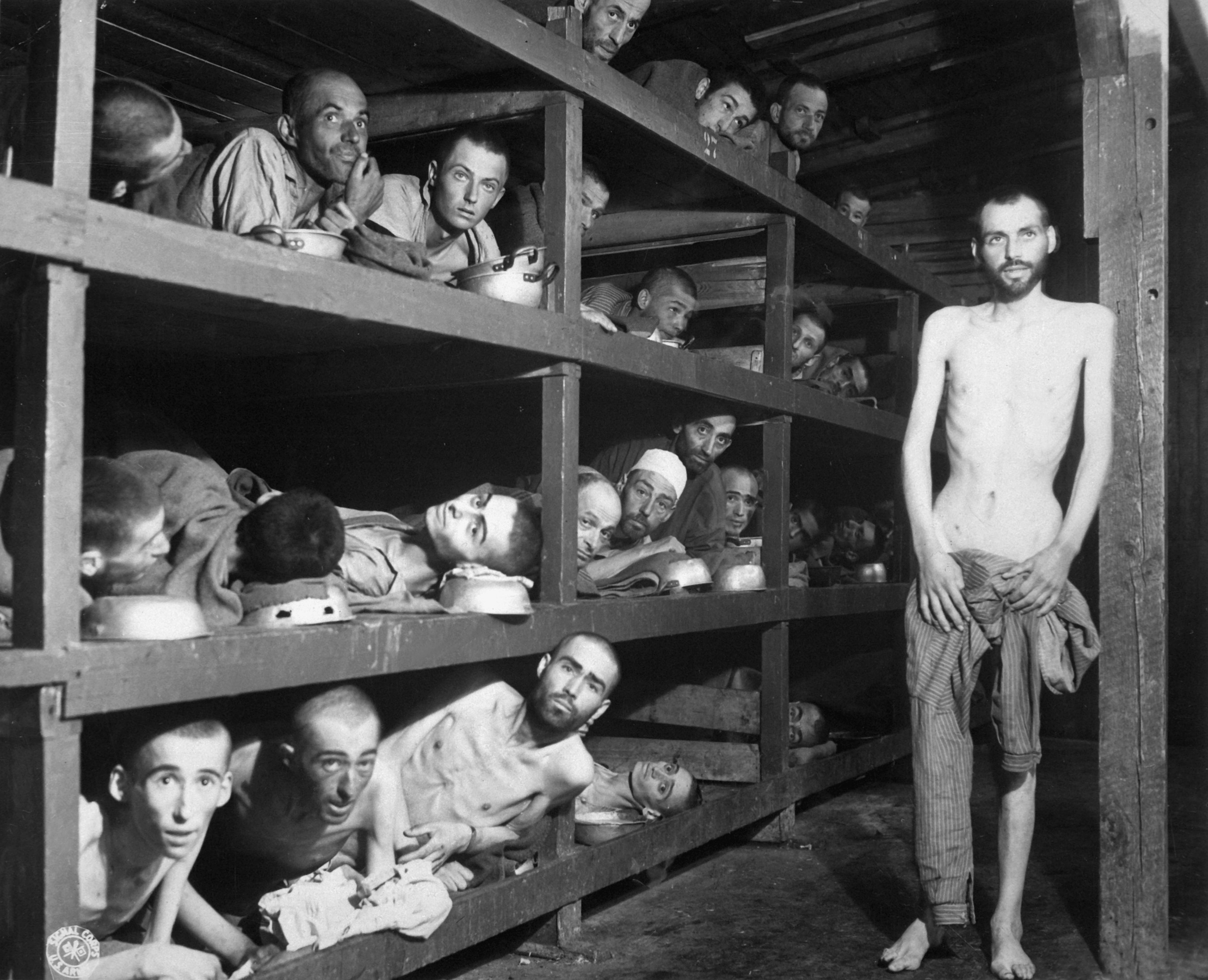
Buchenwaldi túlélők, köztük több magyar. A középső sorban balról a hetedik Elie Wiesel, a későbbi Nobel-békedíjas író

## A német megszállás után
A magyar „különbéke-tapogatózások” következményeként Hitler elrendelte, hogy a német vezérkar dolgozza ki Magyarország megszállásának a tervét. Március 18-ára Hitler tárgyalásra kérette Horthyt a Klessheim kastélyba, amelynek következményeként, a német nyomásgyakorlás hatására Horthy megígérte, hogy nem ad parancsot az ellenállásra, meneszti Kállayt és a németek elvárásainak megfelelő kormányt nevez ki. Cserében Hitler megígérte, hogy a megszállás csak átmeneti lesz. Március 19-én a hajnali órákban a német csapatok Margarethe hadművelet keretében bevonultak Magyarországra, Horthy pedig kinevezte miniszterelnökké az addigi berlini nagykövetet, Sztójay Dömét. Kállay a török nagykövetségre menekült.
A német megszállók első dolga volt, mint más megszállt országban is, hogy a zsidó tanácsot felállítsák. A Pesti Izraelita Hitközség elnökét, Stern Samut tették meg a több néven is nevezett szervezett intézmény élére (Magyar Zsidók Központi Tanácsa, Magyarországi Zsidók Szövetségének Ideiglenes Intézőbizottsága, ötös tanács, zsidó tanács). Egy ideig német, majd magyar fennhatóság alatt működött. Közvetítő volt a megszálló, kollaboráns hatóságok valamint a zsidó közösségek és más (vidéki) zsidó tanácsok között.
A megszállók fontos célja volt a magyarországi "zsidókérdés" végleges megoldása. Lépések: a zsidók jogszabályi úton történő teljes elkülönítése a keresztény társadalomtól, ezt követte a nagyobb városokba koncentrálásuk, majd elszállításuk és utolsó fázisként meggyilkolásuk.
A megszálló csapatokkal együtt Magyarországra érkezett az ún. különleges bevetési egység (Sondereinsatzkommando – SEK), melynek feladata az ország „zsidótlanítása” volt. Fő szervező Adolf Eichmann SS-Obersturmbannführer volt. A SEK mindössze 20 tisztből és több mint száz főnyi kisegítő személyzetből (őrök, sofőrök, titkárnők stb.) állt, teljes létszáma 150-200 fő volt, tehát a zsidótlanítási akció csakis a magyar hatóságok együttműködésével lehetett sikeres.
A deportálás pontos terveit és a kapcsolódó jogszabály-tervezeteket Endre László és Baky államtitkárokkal történt konzultációk után, a kormányhoz Jaross miniszter nyújtotta be. Horthy kormányzó szabad kezet adott a kormánynak, hogy saját hatáskörében intézkedhessen. Magyar részről Magyarország zsidótlanításának tervét egy háromtagú testület, korabeli népszerű nevén „A három Laci” irányította Jaross Andor belügyminiszter jóváhagyásával:
- Ferenczy László csendőr alezredes,
- Baky László volt nyilas politikus, aki később szakított Szálasival, a német titkosszolgálat ügynöke, belügyminisztériumi politikai államtitkár,
- Dr. Endre László, belügyminisztériumi közigazgatási államtitkár.[24]

Az a gyorsaság, mellyel a magyar hatóságok kitaszították a zsidókat a társadalomból, kifosztották, gettósították, majd deportálták őket, még a holokauszt történetében is páratlan volt.
Tény ugyanakkor, hogy a SEK "szakértőivel", "a három Lacival" és közvetlen bűntársaikkal ellentétben a magyar társadalom és azon belül a hatóságoknál dolgozó emberek sokasága a cenzúrázott újságokból nem értesülhetett a holokausztról, csak annyi volt egyértelmű, hogy kegyetlen deportálás zajlik a szomszédok szeme láttára. Hivatalosan a zsidókat „munkaerő-kölcsönzés” indokával vitték Németországba. Ennek ellenére mozgássérültek, elmebetegek, hadirokkantak, súlyos betegek, magatehetetlen öregek, csecsemők is a vagonokba kerültek. Erre az ellentmondásra a válasz mindig ugyanaz volt: a családszerető zsidók sokkal jobban dolgoznak, ha szeretteik is velük vannak. Sem maguk a kiszemelt áldozatok, a zsidók, sem akár olyan vitathatatlanul hiteles személyek, mint Apor Vilmos püspök nem tudott a történések lényegéről. Apor 1944 pünkösdvasárnapi beszédében május 28-án még csak a zsidók "kínzása" és "gyűlölete" ellen emelte föl a szavát, pedig Auschwitzban már hetek óta zajlott a tömeggyilkosság. (vö: "aki... azt állítja, hogy vannak emberek és csoportok és fajták, melyeket gyűlölni szabad, és azt hirdeti, hogy az embereket kínozni szabad, legyenek azok akár négerek akár zsidók... olyan, mint a pogány és nyilvános bűnös.")

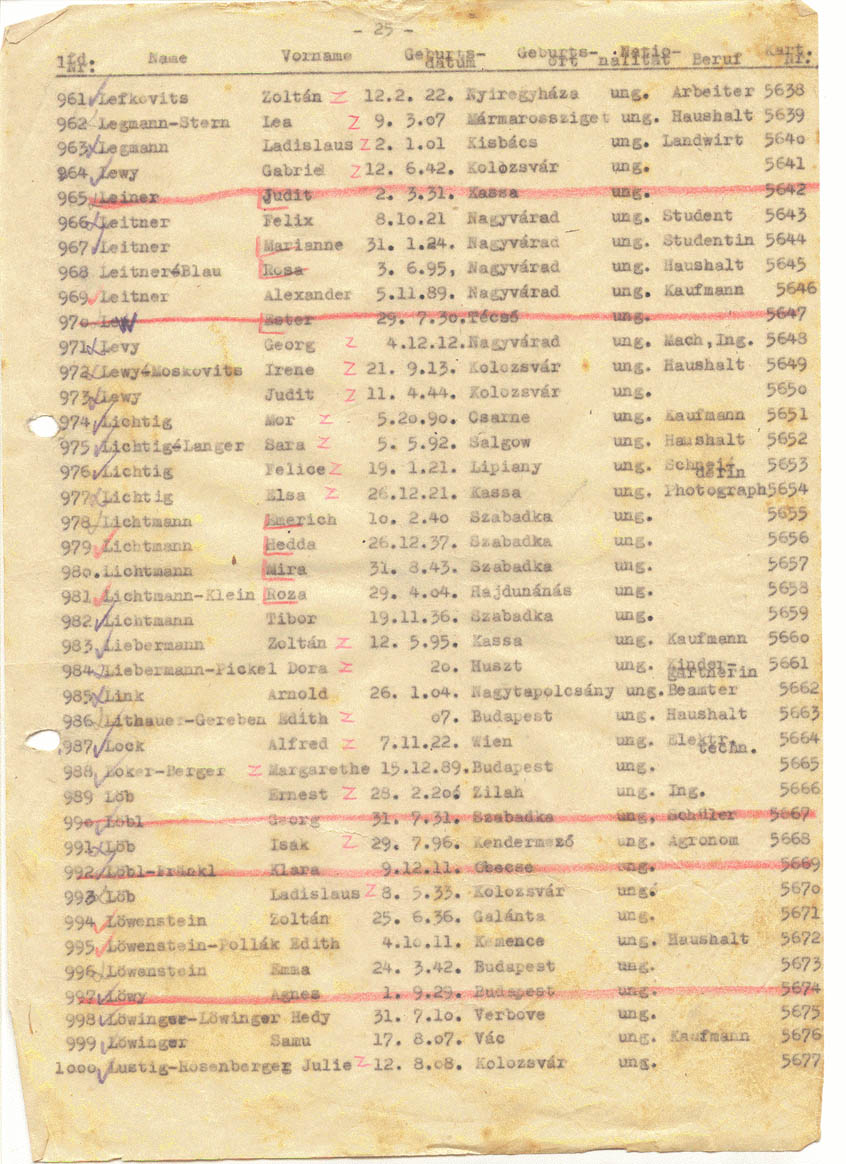
A Kasztner-vonat utaslistájának egy oldala

Említést érdemel az a máig húzódó vita, ami Kasztner Rezsőt, a Budapesti Segélyező és Mentőbizottság nevű akkori budapesti zsidó szervezet vezetőjét veszi körül. Kasztner 1944 májusában megkapta az Auschwitz-jegyzőkönyv-et, amiben Auschwitzból szökött foglyok számoltak be hiteles módon az ottani gázkamrákról, de vállalta hallgatást róla, hogy a zsidósága miatt személyesen őt is meggyilkolni tervező Eichmannal folytatott tárgyalásain elérhesse az ún. "Kasztner vonat" elindítását, amiben nem egészen 2000 üldözöttet sikeresen kijuttatott Svájcba. A Kasztnerrel kapcsolatos vád, hogy ezt a nagyon fontos eredményt úgy érte el, hogy a többi üldözött számára életfontosságú információkat tartott vissza. Izraelben először egy őt súlyosan elmarasztaló bírói ítélet született a háborús szerepéről (1953), majd egy következő ítéletben, 1958-ban minden vád alól fölmentették, de ezt ő már nem érte meg, mert 1957-ben merénylet áldozata lett.

### Előkészítés
A megszállást követő napokban a megszálló német hadtestetekkel érkező SS alakulatok hajtóvadászatot indítottak (Einzelaktionen, vagyis „egyedi akciók”) a pályaudvarokon, külvárosi villamosmegállókban és hajóállomásokon újabb zsidók után.
A jelen rendelet hatálybalépésétől kezdődően minden 6. életévét betöltött zsidó személy – nemre való tekintet nélkül – köteles házon kívül felső ruhadarabjának bal mellrészén, jól láthatóan – varrással 10 x 10 cm átmérőjű szövet-, selyem- vagy bársonyanyagból készült, „kanárisárga” színű, hatágú csillagot viselni.

A zsidóellenes intézkedések első hullámát a 1944. március 29-én tartott kormányülésen fogadták el. Elrendelték a zsidó tulajdonú gépkocsik és telefonkészülékek elkobzását. Megtiltották, hogy zsidók dolgozzanak a közigazgatási apparátusban, megszüntették szín- és filmművészeti kamarai tagságukat, kizárták őket a sajtó- és ügyvédi kamarákból. Ezt követően újabb és újabb rendeletek jelentek meg, amelyek lépésről lépésre szorították ki a zsidókat a társadalomból: zsidók nem járhattak a keresztényekkel együtt moziba, színházba, kitiltották őket a strandokról és a fürdőkből, csökkentették élelmiszeradagjaikat: a zsidók külön élelmiszerjegyet kaptak, naponta csupán egy-két órán át volt szabad bevásárolniuk, az utazási lehetőségeiket szigorították, a pályaudvarokon az ún. magyar Gestapo állandóan razziázott, és százával tartóztatta le a zsidókat. Összesen mintegy száz rendeletben korlátozták jogaikat.[forrás?]

### Gettósítás
A magyar hatóságok már március 19-én elkezdték összegyűjteni a zsidókat Budapest területén. Ezeket az embereket a magyar hatóságok által előre összeállított, kész listák alapján, a saját lakásukon kereste fel razziák keretében az SS és a magyar rendőrség. Először a Rökk Szilárd utcai Országos Rabbiképző Intézetben berendezett kisegítő toloncházba kerültek (melyet a németek felügyeltek), majd innen szállították át őket Kistarcsára.
A Sztójay-kabinet új belügyi vezetésével (Jaross Andor belügyminiszter, Baky László és Endre László államtitkárok) elkezdődött a „zsidókérdés végső megoldása Magyarországon”, amely a németek számára is meglepő hatékonysággal haladt előre: 1944. április közepe és július eleje között több mint százhetven gettóban vagy gyűjtőtáborban 437 ezer zsidót zsúfoltak össze. A gettósitást végző csendőröket Ferenczy László vezette.
Komoly szerepe volt a gettósítás lebonyolításában a zsidó tanácsoknak is, amelyek helyben megszervezték a gettó életét, természetesen a hatósági előírásoknak megfelelően. Szerepük vitatott, ami közös bennük, az az, hogy őket is deportálásra és meggyilkolásra szánták, és ebben a helyzetben cselekedtek.
Budapesten csak június végén koncentrálták a zsidókat úgynevezett „csillagos házakba”, amelyek nem egy elkülönült területen álltak, hanem elszórtan az egész városban.
A családok otthonaikból való elüldözésének és meggyilkolásra előkészítésének pontos menetrendje csendőrkerületenként:
- I. budapesti csendőrkerület (Pest megye és Budapest agglomerációja): június 30–július 3.
- II. székesfehérvári csendőrkerület: június 5–10.
- III. szombathelyi csendőrkerület: június 30.–július 3.
- IV. pécsi csendőrkerület: június 30.–július 3.
- V. szegedi csendőrkerület: június 16–20.
- VI. debreceni csendőrkerület: június 16–20.
- VII. miskolci csendőrkerület: június 5–10. (Tatár utcai téglagyár). (A miskolci belvárosi gettót rendőri felügyelettel kezdték el feltölteni: május 11–20.)
- VIII. kassai csendőrkerület: április 16–28.
- IX. kolozsvári csendőrkerület: május 3–10.
- X. marosvásárhelyi csendőrkerület: május 3–10.[forrás?]

### Deportálás és tömeggyilkosság

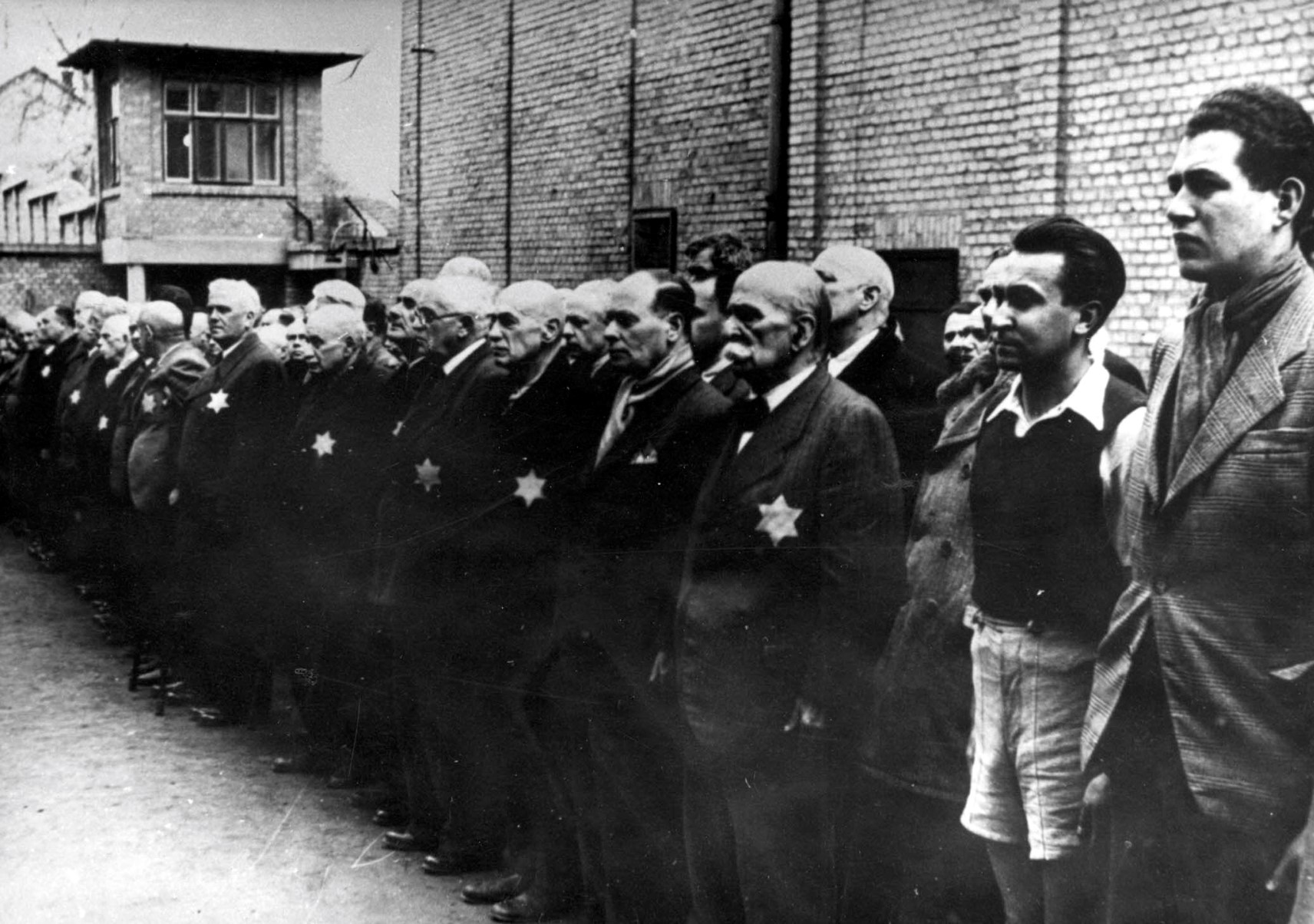
Zsidók Kistarcsán 1944-ben

A zsidó foglyok maximális létszáma Kistarcsán a megszállás után közvetlenül még csupán 485 fő volt. A német megszállást követően az első deportálóvonat (Hermann Krumey SS-Obersturmführer irányításával) Kistarcsáról indult el 1944. április 28-án, 1800 fős transzporttal (javarészt 16-60 év közötti férfiakat és 18-50 év közötti nőket pakoltak fel 45G mintájú marhavagonokba). A szerelvény május 2-án érkezett Auschwitz-Birkenauba.
Endre a teljes deportálás megkezdését is Budapesten javasolta, a zsidóság „lefejezésének” céljából. Végül Eichmann álláspontja győzedelmeskedett, aki a fronthoz legközelebb eső keleti és északi területeken (Kárpátalja, Felvidék, Észak-Erdély) javasolta a kezdést, majd a déli és nyugati részén, végül a középső részen, majd a legvégén Budapesten akarta befejezni.
Május 15. és július 8. között a holokauszt legnagyobb deportálási akciójának keretében, több mint 145 vonattal, mintegy 435 ezer embert deportáltak – 10-15 ezer kivételével – Auschwitz-Birkenauba. A vonatokat Kassáig magyar csendőrök kísérték, ahol SS-ek vették át a vonatok őrzését. Körülbelül 320 000-en azonnal Auschwitz-Birkenau gázkamráiba kerültek, és nagyjából 110 000 foglyot kényszermunkára osztottak be az auschwitzi táborkomplexumban.
A deportálás menetrendje:

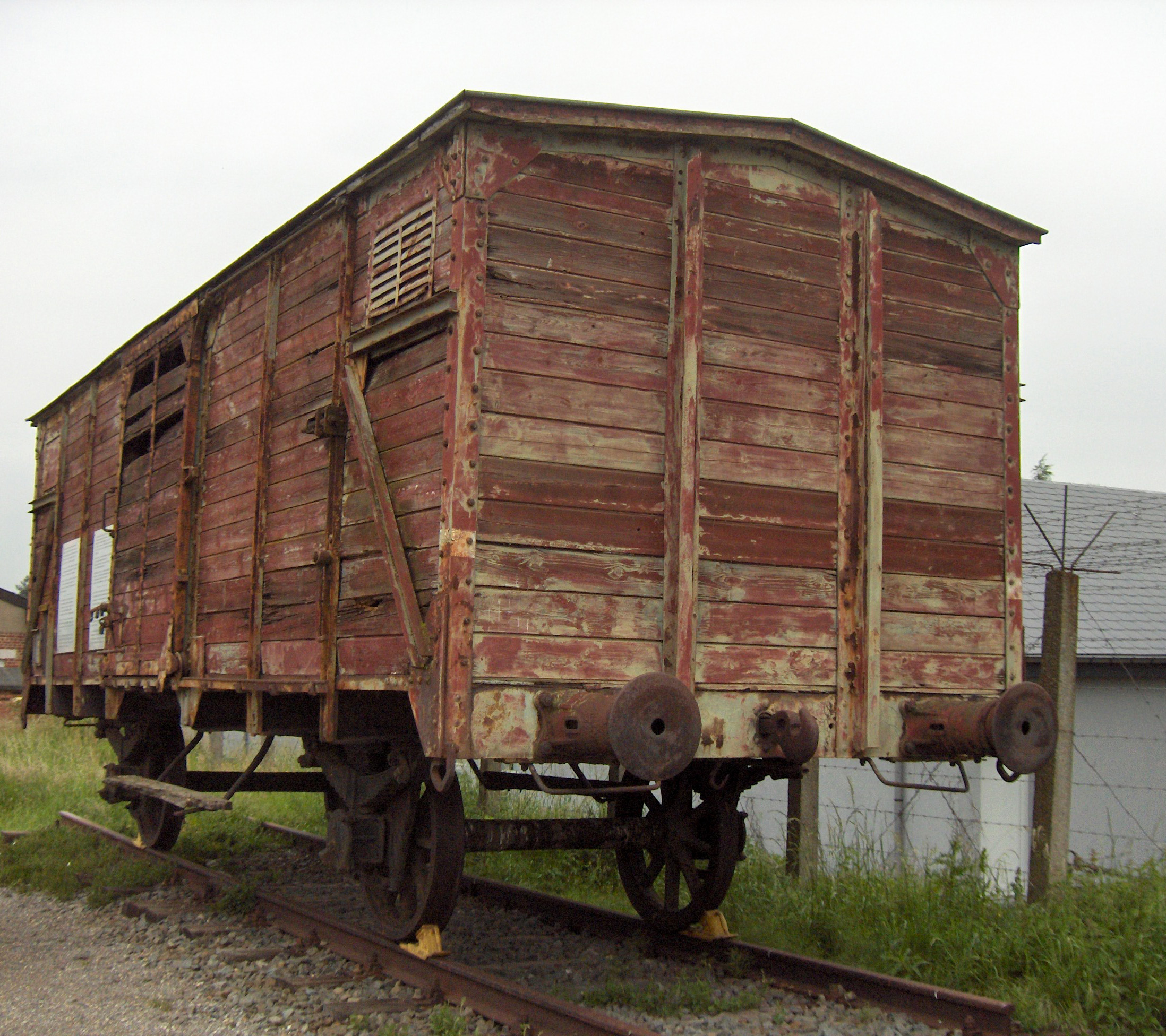
Deportáltakat szállító vagon Belgiumban

- I. budapesti csendőrkerület (Pest megye és Budapest agglomerációja): június 30–július 3.
- II. székesfehérvári csendőrkerület: július 11–16. (Hitelesebbnek tűnő forrás szerint a végső elszállításra június 14-én került sor.)[36]
- III. szombathelyi csendőrkerület: július 4–6.
- IV. pécsi csendőrkerület: július 4–6.
- V. szegedi csendőrkerület: június 25–28.
- VI. debreceni csendőrkerület: június 25–28.
- VII. miskolci csendőrkerület: június 11–14.
- VIII. kassai csendőrkerület: május 15–június 7.
- IX. kolozsvári csendőrkerület: május 19–június 9.
- X. marosvásárhelyi csendőrkerület: május 19–június 9.[forrás?]

### A deportálás leállítása

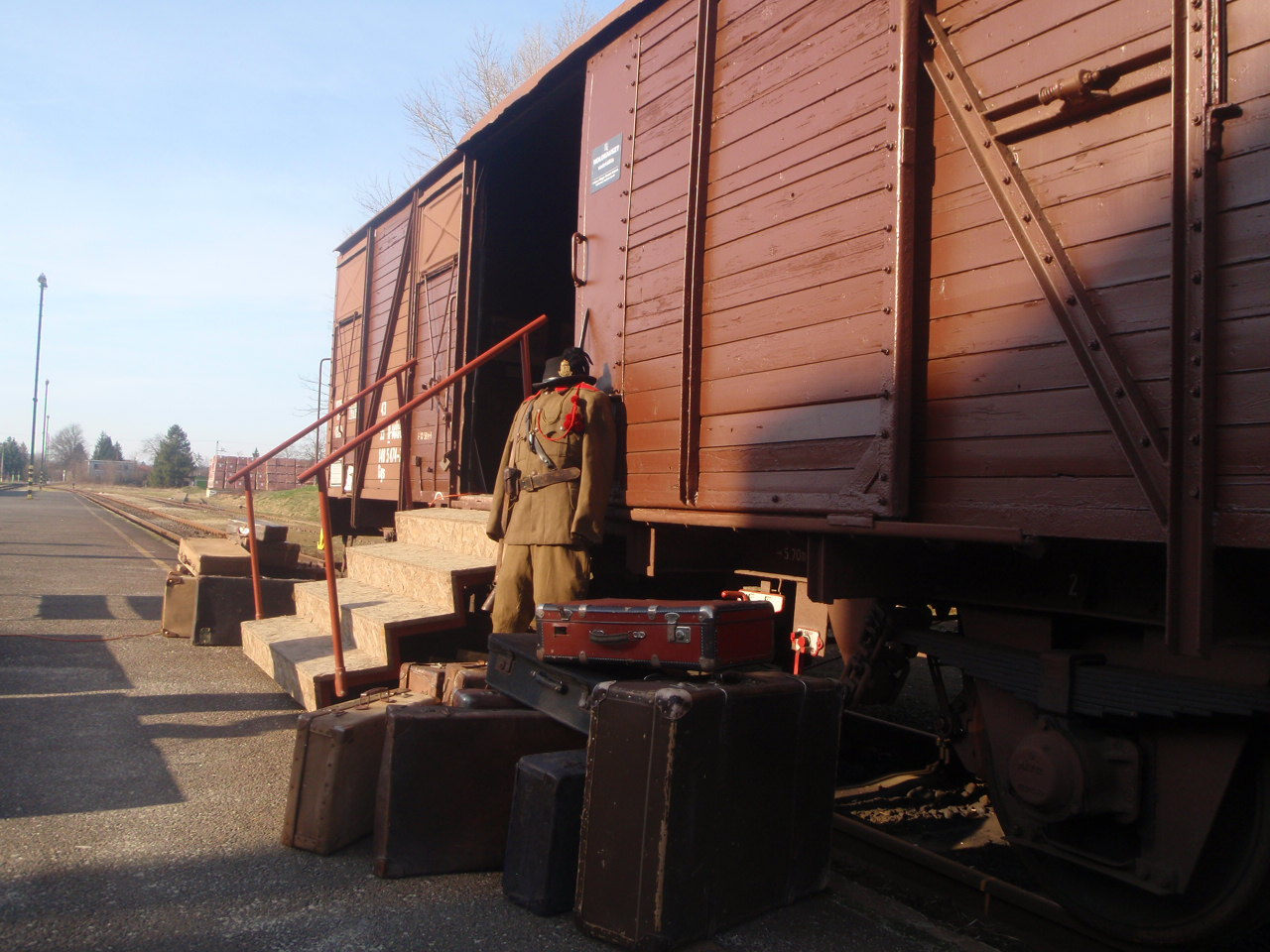
Holokauszt utazó kiállítás Kőszegen 2011-ben

Az egyre romló hadi helyzet (Normandiában a szövetséges csapatok partra szálltak 1944. június 6-án), a külföldi tiltakozáshullám és az auschwitzi tömegmészárlásokról szóló hírek (pl. Auschwitz-jegyzőkönyv) hatására Horthy 1944. június 26-ára koronatanácsot hívott össze, melyen javasolta a deportálások beszüntetését. Ennek ellenére Sztójay miniszterelnök és Jaross Andor belügyminiszter sikerrel szabotálta Horthy szándékait. Baky azt tervezte, hogy július elején több ezer csendőrt a fővárosba vezényelnek, és akár a kormányzó akarata ellenére is deportálják a budapesti zsidóságot. A csendőrök budapesti feltűnése azonnali cselekvésre késztette Horthyt, aki attól félt, hogy puccsot terveznek ellene. A hozzá hű fővárosi és a vidékről Budapestre rendelt páncélos alakulatok Koszorús Ferenc ezredes irányítása alatt vérontás nélkül távozásra kényszerítették a csendőrséget.
Ezután Horthy július 6-án ténylegesen megtiltotta a deportálásokat, és immár volt némi katonai ereje ahhoz, hogy a tiltásnak érvényt is szerezzen. Így a mintegy 200-250 ezres budapesti zsidóság közel kétharmada végül megmenekült a haláltól.
Ennek ellenére még ezután is történt néhány deportálás:
- a Budapest körüli községekből július 8-án és 9-én,
- július 19-én a kistarcsai táborból 1220 zsidó,
- július 24-én a sárvári internálótáborból 1500 zsidó.

1944. július elejére már csak a budapesti és a munkaszolgálatos zsidók maradtak Magyarországon. Románia augusztus végi átállása okozta zűrzavart kihasználva Horthy menesztette a Sztójay-kabinetet és Lakatos Géza vezérezredes vezetésével új kormányt nevezett ki. A háborúból való kiugrási kísérlete viszont 1944. október 15.-én rosszul alakult, a németek lemondatták, helyére Szálasi Ferenc, a nyilasok vezetője került.

## Szálasi nyilas kormánya 1944–1945

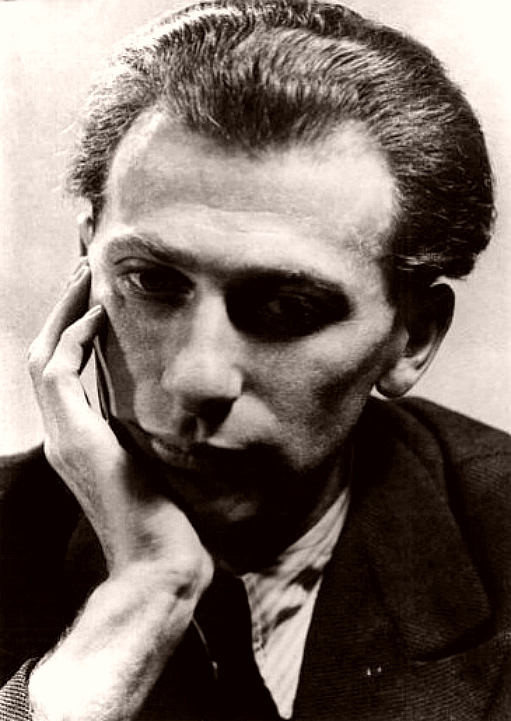
Radnóti Miklós költő, a halálmenetek egyik áldozata

A Szálasi-kabinet a végsőkig elkötelezte Magyarországot a német szövetség és a háború folytatása mellett. A nyilas hatalomátvétel idején a vidéki zsidóság már gyakorlatilag fel lett számolva. Edmund Veesenmayer 1944. október 28-án a következőképp számolt be, egy a német külügyminisztériumba küldött jelentésében: „Birodalmi területre már elszállítva 430 ezer. Honvédségi zsidó munkaszolgálatban jelenleg kereken 150 ezer. Budapest területén kereken 200 ezer.” Az országban Budapesten kívül már csak a munkaszolgálatos századokban voltak zsidók. A fővárosban körülbelül 200 ezer, a munkaszolgálatos századokban körülbelül 100 ezer zsidó várta rettegve, mit hoz a nyilas uralom.
A budapesti úgynevezett „csillagos házak” lakói közül október 20-tól a 16 és 60 év közötti férfiakat és a 16 és 40 év közötti nőket árokásó századokba szervezték. Az árokásók közül sokan meghaltak a nehéz munkakörülmények miatt, de gyakoriak voltak a kézigránátos és géppisztolyos kivégzések is.
November 6-án elindultak a halálmenetek, melyek egy részét az árokásók, másik részét a csillagos házakban lakók alkották. A fő koncentrációs központ a Nagybátony-Újlaki Téglagyár óbudai telepén volt. Itt egy pár napot töltöttek étlen-szomjan az időjárás viszontagságainak és a nyilasok kegyetlenkedésének kitett emberek, majd gyalog indították őket útnak a nyugati határszél irányába, Hegyeshalom felé. A halálmenetek során sokan haltak meg a fáradtság, az éhség és az őrök kegyetlenkedéséinek következtében. Az utolsó gyalogmenet december 11-én indult. A halálmenet végén a foglyokat kényszermunka várta, majd aki ezt is túlélte, azt valamelyik birodalmi koncentrációs táborba szállították. Ekkor már a szövetségesek előrenyomulása következtében nem működtek gázkamrák, így a főleg Ausztriába hajtott zsidóknak bizonyos esélyük nyílt túlélni a világháborút, ha elérték az országhatárt.

Példák, hogy 1944-ben több száz magyar zsidót deportáltak a Burgenlandban lévő Sopronkeresztúrra is, a délkeleti fal (Südostwall) megerősítése érdekében. A zsidók nagy arányban haltak meg a kimerültségtől, az alultápláltság és betegségek következtében. A helyi zsidó temetőben 286 budapesti zsidó nyugszik egy tömegsírban. Ugyanebben az évben 700 magyar zsidót Monyorókerékre vittek szintén a délkeleti fal építésére, itt 30 ember lelte halálát. A Budapestről indított halálmenetekkel párhuzamosan munkaszolgálatosokat is vezényeltek erőltetett menetben nyugat felé. Ennek lett áldozata Radnóti Miklós költő.  
Körülbelül 50 ezer munkaszolgálatos és fővárosi zsidó került így deportálásra.
A halálmenetek csökkenésében fontos szerepet játszottak a semleges országok és a Vatikán éles hangú tiltakozó bírálatai is, amelyekben felszólították Szálasit, hogy állítsa le a deportálásokat. A hungarista Magyarország nemzetközi elfogadására áhítozó nemzetvezető számára sokat nyomott a latban a semlegesek véleménye. Így halálmeneteket már jóval ritkábban indítottak, a nácik tiltakozása ellenére a nyilasok a budapesti zsidóság gettósítását – azaz az országban tartását – kezdték el szervezni.
Szálasi álma egy „zsidómentes” Magyarország volt, azonban a növekvő munkaerőhiány, másfelől a nemzetközi elismerés igénye nagyban meghatározták Szálasi zsidópolitikáját. Szálasi november 17-én „végleges” zsidóügyi tervet készített, melyben a Magyarországon tartózkodó zsidókat hat csoportba osztotta. 1. Külföldi menlevéllel rendelkező zsidók. 2. A Németországnak kölcsönadandó zsidók. 3. A Magyarországról való távozásukra váró zsidók – a) kölcsönzsidók, akik még nem indultak útnak Németország felé; b) nem szállítható idősek, betegek; c) a Nemzetközi Vöröskereszt védelme alatt álló gyerekek; d) keresztény zsidók. 4. Mentességgel rendelkező zsidók. 5. Zsidó származású keresztény egyházi személyek. 6. Idegen állampolgárságú zsidók. Szálasi tervei szerint az 1., 5. és 6. kategóriába tartozó zsidók egy bizonyos határidőn belül szabadon elhagyhatták az országot. A 2. kategóriába soroltak Németországba kerülnek, a 3. csoport tagjait távozásukig gettóba zárják. A 4. kategória zsidói ez alól mentesülnek, de továbbra sem lehetnek a magyarokkal egyenlő állampolgárok.
A bonyolult kategorizálás kiskapui lehetővé tették a védettségi rendszer kialakulását és a semleges országok, valamint a Vatikán képviselőinek széles körű embermentő tevékenységét. Ahogy azonban december elején kiderült, hogy a semleges országok nem fogják elismerni Szálasi rendszerét és kormányát, a nyilas vezetés számára érdektelenné vált a helyzet fenntartása, a védett zsidók helyzete folyamatosan romlott, rendszeressé váltak a nyilas terrorakciók, gyilkosságok, Dunába lövések. Budapesten körülbelül 8 ezer zsidót gyilkoltak meg, további mintegy 9 ezer zsidó a bombázás, az éhezés, a betegségek következtében halt meg vagy öngyilkos lett.
A budapesti gettót 1945. január 17-én szabadította fel a Vörös Hadsereg, és innentől – zsidók hiányában – a tömeges zsidóüldözés megszűnt, azok maradtak veszélyben, akik a továbbra is nyilas kézen lévő területeken bujkáltak.

## A holokauszt demográfiai és társadalmi következményei Magyarországon
A hazai zsidóság kb. kétharmadát 1941 és '45 között meggyilkolták. Ez azt is jelenti, hogy lényegében nem volt olyan fővárosi zsidó család, amelynek ne lettek volna halottai, vidéken pedig fordított volt a helyzet: alig maradt olyan túlélő, aki ne családtagjai nagyobb részét veszítette volna el. A túlélők számát az 1946-os országterületen 200-260 000 fő között becsülik a kutatók.
Akik a deportálásokból hazatértek, azoknak azzal is számolniuk kellett, hogy a családi vagyont ellopták, széthordták, és a visszakövetelés valamiféle "zsidó bosszú"-val kapcsolatos vádaskodásba és ellenségességbe torkollik. Különösen csekély esélye volt kiskorú túlélőknek arra, hogy a családi örökségükből valamit visszakapjanak. Mindez a fiatalok körében igen vonzóvá tette a cionista javaslatot: a kivándorlást az új hazába, Palesztinába, illetve 1948. május 14. után az új Izrael államba. Ebbe az irányba mutatott a sztálinista diktatúra kiépülése is. Végül mintegy 50 – 60 000 fő vándorolt ki a Szentföldre 1956-ig. Főleg az idősebbek maradtak itt, így a természetes fogyás is fölerősödött.
A zsidóságnak, mint vallási-társadalmi közösségnek a túlélésére lényegében csak Budapesten nyílt lehetőség Magyarországon. A vidéki zsidó élet szinte teljesen megszűnt, csak néhány zsinagóga működik. A határokon túl is ugyanez a helyzet, hozzátéve, hogy ott a budapesti zsidóság sem tudott segítséget adni. Ma a zsidóságukat vállaló magyar állampolgárok 85%-a Budapesten él. A budapesti zsidóság társadalmi programját az újságjuk címe tükrözi: "Új élet". Ennek az új életnek vannak maradandó megnyilvánulásai a magyar kultúrában, pl. a kétnyelvű, héber-magyar Szentíráskiadás.

## Felelősségre vonások és politikai következmények
- Adolf Eichmann a háború után Németországban bujkált, majd Argentínába szökött, ahonnan az izraeli titkosszolgálat 1960-ban elrabolta. Izraelben bíróság elé állították, 1961-ben halálra ítélték, és 1962-ben felakasztották.
- Szálasi Ferencet, Vajna Gábor nyilas belügyminisztert, Beregfy Károly hadügyminisztert, Rajniss Ferenc nyilas vallás- és közoktatási minisztert, dr. Gera Józsefet, Jaross Andort, Baky Lászlót, Endre Lászlót és Ferenczy Lászlót Budapesten háborús bűnösként halálra ítélték és 1946-ban felakasztották.
- Magyarországon 1945 és 1949 között 59 429 fő került a népbíróságok elé, közülük 26 997 főt ítéltek el. A népbíróságok 477 halálos ítéletet hoztak és ténylegesen összesen 189 embert végeztek ki.[forrás?]
- 1967-ben zajlott a zuglói nyilasok pere, melynek során 19 személyt fogtak perbe, és három személyt végeztek ki közülük.

A perek során elhangzott néhány azóta is gyakran idézett felelősségáthárító mondat, amivel a holokauszt német kitervelői magyar partnereikre igyekeztek a felelősség minél nagyobb részét hárítani:
A „zsidótlanítást” végrehajtó magyar szervek viselkedése állítólag még Adolf Eichmannt is elképesztette. A magyar zsidók deportálásának német irányítója következőket mondta a magyarországi deportálásokról a jeruzsálemi perében idején:
„Egyes esetekben embereimet megrázta a magyar rendőrség [értsd: csendőrség, Eichmann nem tesz különbséget a két testület között] embertelensége. Dieter Wisliceny [SS-Hauptsturmführer, Eichmann közeli munkatársa] beszámolt róla, hogy bár nem mindenhol, de néhány kerületben a rendőrök úgy hajtják a zsidókat a vagonokba, mint a barmot a vágóhídra.”

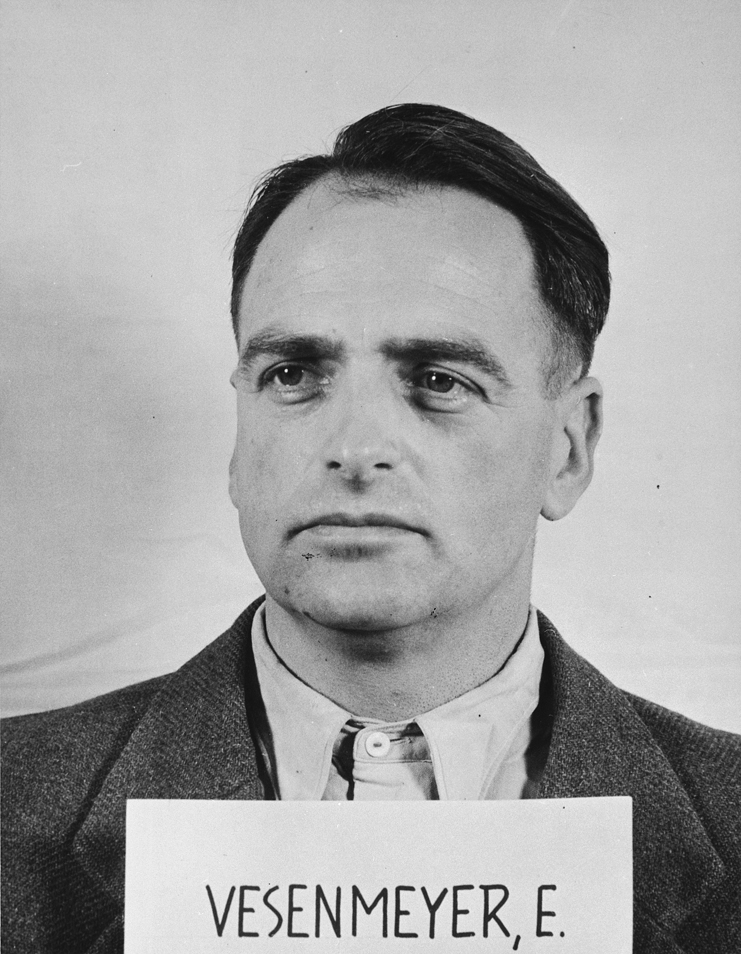
Edmund Veesenmayer a nürnbergi per idején

A korábban a szlovákiai és görögországi deportálásokat irányító Dieter Wisliceny a következőket mondta a nürnbergi perben:
„Úgy látszik, a magyarok valóban a hunok leszármazottai; nélkülük így sose boldogultunk volna.”
E források értékelésénél figyelembe kell venni, hogy gyilkosok mondták a bűntársaikról. Már a népirtás kivitelezése során meg kellett győzniük magukat arról, hogy amit művelnek, azt a magyar társadalom szeretné, annak érdekében áll. Nem valószínű, hogy az ennek ellentmondó jelzéseket egyáltalán észlelték, azt viszont, ami ennek az előítéletnek megfelelt, nyilvánvalóan általánosították.
Edmund Veesenmayer a nürnbergi perben tett vallomásában rendkívüli jelentőséget tulajdonított a deportálásban nyújtott készséges magyar segítségnek:
„Ha a magyarok vaskövetkezetességgel tagadták volna meg a német kívánságot a zsidókérdésben, annak megoldására sor nem kerülhetett volna. Nyomás lett volna, de – az 1944-es év már »krízisév« volt – nem lett volna hatalmi erő egymillió ember megjelölésére, összefogására és deportálására. Ez egy olyan hatalmas rendőri feladat, amelynek elvégzését három hónap alatt csak a lelkes magyar teljes hatósági és karhatalmi apparátus tette lehetővé. Kívülről nem tudtak volna megfelelő erőt hozni e célra, mert csak az tudta volna elvégezni, amelyik az országot, népét ismeri s a nyelvet beszéli. Eichmannak csak igen kis törzse volt. Ilyen gyorsan és ennyire súrlódásmentesen – csak a magyar kormány teljes segítségével volt lehetséges.”
E tanúvallomás értékelésénél azt kell látni, hogy a tanú nem említi, hogy a magyar hatóságokat egy olyan kormány irányította, amelyet Veesenmayer személyes követelése alapján neveztek ki, miközben a korábban szabadon kiválasztott miniszterelnök, Kállay Miklós a török nagykövetségen volt menekült, továbbá hogy a magyar hatóságok alsóbb szintjeit éppúgy, mint a társadalom egészét és a kiszemelt áldozatokat tudatosan megtévesztették a deportálás célját illetően.
Leginkább Horthy Miklós kormányzó szerepe vitatott. Ő maga így ír utólag, az Emlékirataiban:
Mindenekelőtt világos, hogy ami ezen a vonalon [„zsidókérdésben”] német intézkedés, vagy ami német kívánságra tett kormányintézkedés volt, azt nem állhatott módomban megakadályozni, így e tekintetben passzivitásra voltam kényszerítve. Bár ilyképp a tett intézkedésekről nemcsak előzetesen nem szereztem tudomást, hanem utólag sincs mindenről tájékoztatásom, mégis az utóbbi időben olyan értesüléseket kaptam, hogy ezen a vonalon számos vonatkozásban több történt nálunk, mint maguknál a németeknél, részint pedig olyan brutális, sőt olykor embertelen módon, ahogyan maguknál a németeknél sem történtek intézkedések.
Hogy ezzel az utólagos visszatekintéssel elintézhető volna egy olyan ember felelőssége, akit a társadalom a legfőbb vezetőként tisztelt, és akinek a helyben maradása nagyban hozzájárult ahhoz, hogy a német megszállással szemben ne bontakozzék ki jelentős társadalmi ellenállás, azt sokan vitatják. Az egyáltalán nem vitatható, hogy Horthy aláírta a zsidótörvényeket, és ezt össze tudta egyeztetni azzal a kormányzói esküvel, amelynek fontos részlete volt ez a mondat:
"Magyarországhoz hű leszek, törvényeit, régi jó és helybenhagyott szokásait megtartom és másokkal is megtartatom..."

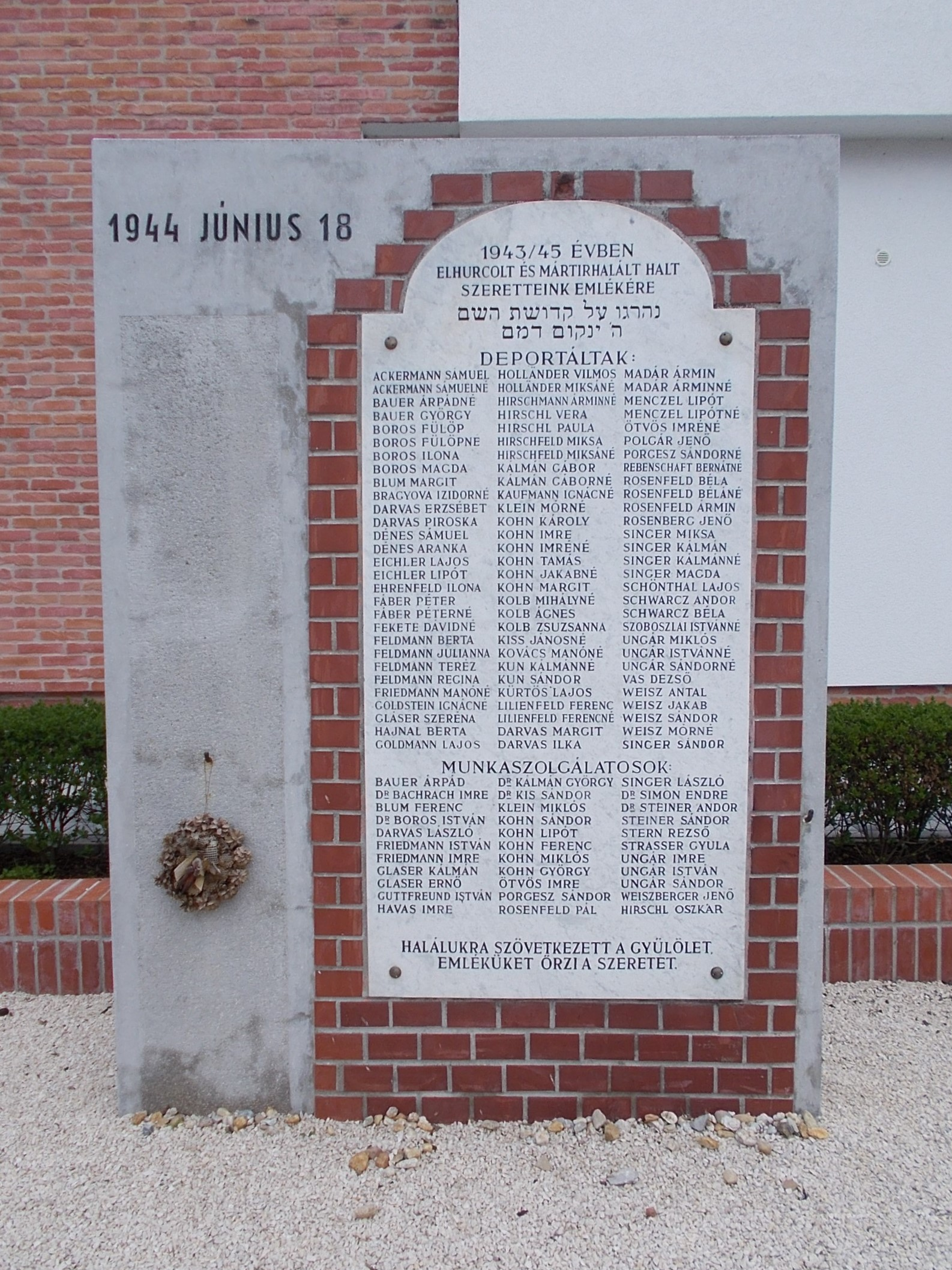
Emlékfal Kisújszálláson a deportáltak és a munkaszolgálatban elesettek névsorával.

Akik a viták során Horthyt védelmükbe veszik, azok a deportálás leállításában tulajdonítanak neki olyan szerepet, amelyet értelemszerűen nem tudott volna betölteni, ha a német megszállás kezdetén, 1944. március 19-én lemond. A leginkább vitatott kérdés, hogy cselekedhetett volna-e korábban, a normandiai partraszállás és a nyári német katonai vereségek előtt, vagy objektíve igazolható az a személyes mentegetődzése, hogy:
"Passzivitásra voltam kényszerítve".
Romsics Ignác szerint:
Ha július elején képes volt akaratát a németekkel és a hazai szélsőjobboldallal szemben keresztülvinni, akkor valószínűleg júniusban vagy májusban is képes lehetett volna rá.
Horthy Miklós végül megbukott, mint kormányzó, és 1944. október 15 után soha többé nem kapott szerepet a magyar politikában.
A magyarországi holokausztot a jelenkori magyar társadalom és a hivatalos államhatalom túlnyomórészt elítéli (még a holokauszt tagadása vagy kisebbítése is a törvény által üldözött cselekmény). Magyarországon a holokauszt tagadása azonnal szembeötlő tények tagadása is, hiszen vidéki városokban számos 1944-ben bezárt zsinagóga őrzi épített örökségként az akkor elpusztított zsidó élet emlékét, és a helyi áldozatok névsorai emléktáblákon olvashatóak.